# Château de Fendeille
Le château de Fendeille est situé sur la commune de Fendeille, dans le département de l'Aude, en France.

## Historique
Simon de Monfort, en 1210, donna la place fortifiée de Fendeille à un de ses lieutenants, le chevalier de Fontaines, dont la famille conserva cette place jusqu'au XVIIe siècle environ.
Le plus ancien document provenant des archives du château est le testament daté du 29 novembre 1533, fait par Hugues de Fontaines, seigneur de « Fendeilhava et de Caminie » dans lequel il déclare vouloir être enterré dans l'église paroissiale de Fendeille.
Dans le même document, sont énumérés les biens possédés par Hugues de Fontaines : Loci de Fendeilha, Palmini, Monte Claro, Plaigna, Coladeve, santo Corisio e Insula sive sillu de Monte Berando, Matrevilla, Podestunario, Pechluna, Fanunjove, Laforcia, Villario Savarino, Laurabuque, Castronovodarrio, Salamera, Canasta, saintive, Antiqua, Bresil. Ces deux dernières localités seront comprises plus tard dans le marquisat de Fendeille. Également, la métairie de Canast entre dans le patrimoine d'Hugues de Fontaines, par le testament de son frère Denis en date du 22 avril 1520.
Hugues de Fontaines laissa un fils comme héritier direct et plusieurs filles. En 1588, la métairie de Canast fut vendue à Alexandre Debrailh.
Des mains de la famille de Fontaines, la seigneurie de Fendeille passa entre celles de la famille de Bessabat, marquis de Pordeac, sans qu'il soit possible de fixer la date de transmission.

### AuXVIIIesiècle
Le 3 juin 1726, Alexandre de Bessabat, marquis de Pordeac et de Fendeille, baron de Mayreville, Pechluna, etc., habitant le château des Fours à Pordeac en Garonne, vend à Pierre de Bonniol, baron de Montaleyrac, conseiller, garde des Sceaux du parlement de Toulouse, le marquisat de Fendeille, les baronnies de Mayreville et Pechluna, Bresil, la Jasse, la Tour d'Antioche, Bordeneuve, les Madières, Guilhem Martin, Ayraud, etc. moyennant le prix de 156 000 livres, sur lesquelles le vendeur reçoit comptant 6 000 livres, le restant étant réparti à ses créanciers. Il est indiqué dans l'acte le très mauvais état du château et des bâtisses.
Il semblerait que la famille Bessabat de Pordeac avait mal géré son patrimoine et plusieurs réclamations judiciaires se succédèrent jusqu'à l'arrêt du parlement de Toulouse du 29 avril 1743 qui adjugea le marquisat de Fendeille, appartenant alors à Henry II de Bessabat, à Guillaume IV Castanier d'Auriac (1698 - 1765), conseiller d'État, premier président du Grand Conseil, secrétaire des commandements de la Reine, conseiller du Roi en son conseil privé (à la place de Turgot), demeurant à Paris, rue Neuve-des-Capucines, moyennant le prix de 82 957 livres.
Notons que Guilhaume IV Castanier d'Auriac fut un spéculateur fameux qui se consacra à l'achat d'immenses terres acquises dans le système de Law avant la banqueroute de ce dernier en mars 1720.

### Les nouveaux travaux
Le 24 juillet 1760, Jacques Gaubert, mandataire de Castanier d'Auriac, fait vente à François de Gauzy Driget, marquis de Malespina, commissaire de guerre du roi d'Espagne, des terres et seigneuries de Fendeille et autres lieux.
C'est à cette époque que le château commence à être totalement restructuré et agrandi et prend l'architecture que nous lui connaissons aujourd'hui, avec l’aménagement du très beau parc entourant le château, lequel maintient également toute sa partie d'origine médiévale, dont la tour du XIIe siècle. 
François de Gauzy, marquis de Malespina, est décédé en Espagne le 24 juin 1789 à la survivance de son unique fils et héritier, Joachim de Gauzy y Alos. Du vivant de son père, il portait d'ailleurs le titre de baron de Pechluna.
Le 2 juillet 1796, Joachim de Gauzy y Alos, marquis de Malespina, chevalier de l'ordre de Santiago, colonel, demeurant à Barcelone, vend à son cousin Pierre de Gauzy, habitant de Castelnaudary, la terre de Fendeille et ses dépendances pour le prix de 360 000 livres.
En conséquence, Pierre Jean Jacques de Gauzy, président du tribunal civil de Castelnaudary, est devenu propriétaire du marquisat de Fendeille, dont il prit le titre dans plusieurs actes authentiques.
Le président de Gauzy, décédé à Montpellier le 31 mars 1836, nomme par testament son neveu Louis Julien Serres de Gauzy comme héritier universel. De là, le château et les terres de Fendeille restèrent dans la famille Serres de Gauzy jusqu'au XXe siècle.
Dans les années 1970, la fille du peintre Louis-Charles Pinet de Gaulade et ses enfants en feront un restaurant qui fût très populaire durant des années. La propriétaire Marie-Françoise Coues décida ensuite de léguer la propriété à la commune pour en faire une école.
Actuellement, le château est propriété communale et abrite l'école et des logements.